# Swedish Open 2004
Lo Swedish Open 2004 è stato un torneo di tennis giocato sulla terra rossa. È stata la 57ª edizione dello Swedish Open, che fa parte della categoria International Series nell'ambito dell'ATP Tour 2004. Si è giocato al Båstad Tennis Stadion di Båstad in Svezia, dal 5 all'11 luglio 2004.

## Campioni

### Singolare
Mariano Zabaleta ha battuto in finale  Gastón Gaudio con il punteggio di 6–1 4–6 7–6(4)

### Doppio
Mahesh Bhupathi /  Jonas Björkman hanno battuto in finale  Simon Aspelin /  Todd Perry con il punteggio di 4–6 7–6(2) 7–6(6)